# Piper insectifugum
Piper insectifugum är en pepparväxtart som beskrevs av C. Dc. och Berthold Carl Seemann. Piper insectifugum ingår i släktet Piper och familjen pepparväxter. Inga underarter finns listade i Catalogue of Life.